# WTA Finals 2018
Las Finales de la WTA de 2018 fue un torneo femenino de tenis que se disputó en Singapur. Fue la 48.ª edición de la competición en individuales y de la 43.ª edición de la competición en dobles. El torneo se celebró en el Estadio Cubierto de Singapur y participaron las ocho mejores jugadoras de la temporada en el cuadro de individuales y las ocho mejores parejas en el cuadro de dobles. Es el mayor de los dos campeonatos de fin de temporada de la WTA Tour 2018.

## Torneo

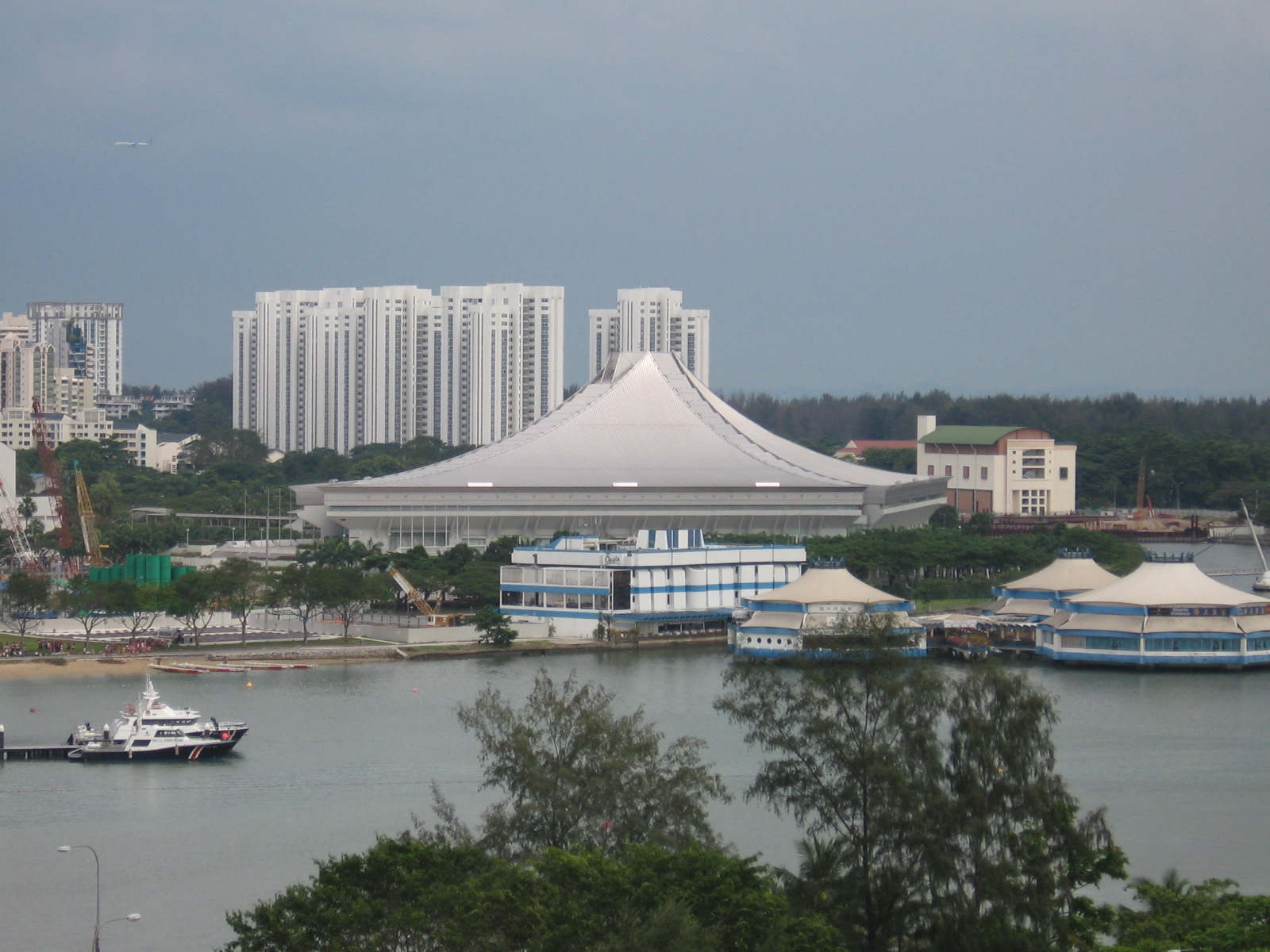
El Estadio cubierto de Singapur albergará por cuarta vez el WTA Tour Championshipsen el 2018.

Las Finales de la WTA 2018 tendrán lugar en el Singapore Indoor Stadium, y es la 48.ª edición del evento. El torneo se llevó a cabo por las Asociación de Tenis de Mujeres (WTA), como parte de la WTA Tour 2018.

### Formato
El evento contó con las ocho mejores jugadoras en individuales el evento consiste en un todos contra todos, divididos en dos grupos de cuatro. Durante los primeros cuatro días de competición, cada jugadora se enfrenta con las otras tres jugadoras en su grupo, las dos primeras de cada grupo avanzan a las semifinales. La jugadora que se haya clasificado la primera en su grupo se enfrenta con la jugadora que se clasifique de segunda en el otro grupo, y viceversa. Las ganadoras de cada semifinal se enfrentan en la final por el campeonato.

#### Desempate en el round-robin
Las posiciones finales en cada grupo, desde la primera hasta la última, quedarán establecidas sobre la base de la siguiente jerarquía de reglas:
1. Mayor número de victorias.
2. Mayor número de partidos jugados.
3. Si 2 jugadoras están empatadas, quedará por delante la vencedora del encuentro disputado entre ambas.
4. Si 3 jugadoras están empatadas:

a) Mayor número de partidos jugados.
b) Mayor porcentaje de sets ganados.
c) Mayor porcentaje de juegos ganados.
Si en aplicación de uno de esos 3 criterios (a, b, c) una de las jugadoras desempatase, se volvería al punto 3 para deshacer el empate entre las 2 restantes.

## Carrera al campeonato

### Individuales
- Ranking actualizado al 22 de octubre de 2018.
- Aquellas jugadoras en oro están clasificadas.
- Aquellas jugadoras en marrón han renunciado a jugar este torneo.

| AUS           | FRA                  | WIM     | USO     | INW     | MIA     | MAD     | BEI     | CAT     | ROM     | CAN     | CIN     | WUH     | 1       | 2       | 3     | 4      | 5      | 6      |        |        |      |    |
| 1             | Simona Halep         | F 1300  | G 2000  | R32 130 | R128 10 | SF 390  | R32 65  | CF 215  | R64 1   | SF 350  | F 585   | G 900   | F 585   | R32 1   | G 280 | CF 100 |        |        |        |        | 6921 | 15 |
| 2             | Angelique Kerber     | SF 780  | CF 430  | G 2000  | R32 130 | CF 215  | CF 215  | A 0     | R16 120 | CF 190  | CF 190  | R32 1   | R16 105 | R16 105 | G 470 | SF 185 | SF 185 | R16 55 | R32 1  |        | 5375 | 17 |
| 3             | Caroline Wozniacki   | G 2000  | R16 240 | R64 70  | R64 70  | R16 120 | R64 10  | R16 120 | G 1000  | SF 350  | CF 190  | R32 1   | R32 1   | R16 105 | G 470 | F 180  | CF 100 | CF 60  |        |        | 5086 | 15 |
| 4             | Naomi Osaka          | R16 240 | R32 130 | R32 130 | G 2000  | G 1000  | R64 35  | R64 10  | SF 38   | R64 90  | R32 60  | R64 1   | R64 1   | A 0     | F 305 | SF 110 | CF 100 | R16 55 | R16 55 | R16 30 | 4740 | 24 |
| 5             | Petra Kvitová        | R128 10 | R32 130 | R128 10 | R32 110 | R32 65  | R16 120 | G 1000  | R64 10  | G 900   | A 0     | R16 105 | SF 350  | R16 105 | G 470 | G 470  | G 280  | CF 100 | R16 55 | R16 55 | 4310 | 20 |
| 6             | Sloane Stephens      | R128 10 | F 1300  | R128 10 | CF 430  | R32 65  | G 1000  | R16 120 | R16 120 | A 0     | R16 105 | F 585   | R16 105 | R64 1   | CF 60 | R16 30 | R32 1  | R32 1  | R32 1  | R32 1  | 3943 | 17 |
| 7             | Elina Svitolina      | CF 430  | R32 130 | R128 10 | R16 240 | R32 65  | CF 215  | R32 65  | R64 10  | R16 105 | G 900   | SF 350  | CF 190  | R32 1   | G 470 | G 470  | CF 100 | CF 100 |        |        | 3850 | 16 |
| 8             | Karolína Plíšková    | CF 430  | R32 130 | R16 240 | CF 430  | CF 215  | CF 215  | SF 390  | R16 120 | R16 105 | R32 1   | R32 60  | R64 1   | R32 1   | G 470 | G 470  | SF 185 | F 180  | CF 100 | CF 100 | 3840 | 20 |
| 9             | Kiki Bertens         | R32 130 | R32 130 | CF 430  | R32 130 | R64 10  | R32 65  | F 650   | R16 120 | A 0     | R64 1   | R32 60  | G 900   | R32 60  | G 470 | CF 60  | R16 55 | R16 30 | R32 1  | R32 1  | 3710 | 22 |
| ↓ Suplentes ↓ |                      |         |         |         |         |         |         |         |         |         |         |         |         |         |       |        |        |        |        |        |      |    |
| 10            | Daria Kasatkina      | R64 70  | CF 430  | CF 430  | R64 70  | F 650   | R64 10  | CF 215  | R64 10  | R64 1   | R16 105 | R32 60  | R64 1   | R16 105 | G 470 | F 305  | SF 185 | CF 100 | CF 100 | R16 55 | 3315 | 24 |
| 11            | Anastasija Sevastova | R64 70  | R128 10 | R128 10 | SF 780  | R16 120 | R32 65  | R32 65  | F 650   | R16 105 | R16 105 | CF 190  | R64 1   | R64 1   | G 280 | SF 185 | SF 185 | SF 185 | F 180  | R16 55 | 3185 | 15 |

### Dobles
Ranking actualizado al 22 de octubre de 2018.
- Aquellas parejas en azul se encuentran disputando el torneo de
- Aquellas parejas en oro están clasificados.

| 1             | Barbora Krejčíková Kateřina Siniaková | G 2000 | G 2000 | SF 780  | F 650  | SF 350  | R16 240 | CF 190  | SF 185  | F 180   | R16 120 | R16 120 | R16 1   | R16 1  | R32 1   |        |        |        |       | 6816 | 14 |
| 2             | Tímea Babos Kristina Mladenovic       | G 2000 | F 1300 | F 650   | CF 430 | CF 430  | SF 390  | F 305   | CF 215  | CF 190  | CF 190  | CF 190  | CF 105  | R32 10 |         |        |        |        |       | 6645 | 13 |
| 3             | Andrea Hlaváčková Barbora Strýcová    | SF 780 | G 585  | F 585   | SF 390 | SF 390  | G 470   | F 305   | R16 240 | R16 240 | CF 190  | R32 10  | R16 1   | R16 1  | R16 1   |        |        |        |       | 4182 | 14 |
| 4             | Gabriela Dabrowski Xu Yifan           | F 650  | SF 780 | G 470   | CF 430 | SF 390  | R16 240 | CF 190  | CF 190  | SF 185  | SF 185  | R32 130 | CF 100  | R16 10 | R32 10  | R16 1  |        |        |       | 4180 | 15 |
| 5             | Demi Schuurs Elise Mertens            | G 900  | F 585  | CF 430  | SF 390 | SF 390  | F 305   | G 280   | G 280   | R16 240 | R16 120 | R16 105 | CF 100  | R64 10 | R64 10  |        |        |        |       | 4025 | 14 |
| -             | Yekaterina Makarova Yelena Vesnina    | F 1200 | G 1000 | F 650   | SF 390 | CF 190  | SF 185  |         |         |         |         |         |         |        |         |        |        |        |       | 3715 | 6  |
| 6             | Nicole Melichar Květa Peschke         | F 1300 | SF 350 | F 305   | G 280  | G 280   | R16 240 | R16 240 | CF 215  | CF 190  | SF 185  | R16 120 | R16 120 | SF 110 | R16 105 | CF 100 | R32 10 | R64 10 | R16 1 | 3705 | 22 |
| 7             | Andreja Klepač María José Martínez    | F 585  | CF 430 | SF 390  | SF 350 | F 305   | F 305   | R16 240 | CF 215  | CF 190  | SF 185  | F 180   | R16 120 | CF 100 | R64 10  | R64 10 | R16 1  | R32 1  |       | 3505 | 20 |
| 8             | Ashleigh Barty Coco Vandeweghe        | F 1300 | G 1000 | CF 215  | R32 10 | R64 10  | R16 1   |         |         |         |         |         |         |        |         |        |        |        |       | 3237 | 6  |
| ↓ Suplentes ↓ |                                       |        |        |         |        |         |         |         |         |         |         |         |         |        |         |        |        |        |       |      |    |
| 9             | Raquel Atawo Anna-Lena Grönefeld      | G 470  | SF 350 | R16 240 | CF 215 | R32 130 | R16 120 | CF 100  | R16 1   | R32 1   | R32 1   |         |         |        |         |        |        |        |       | 2445 | 14 |

## Resumen del torneo a diario

### Día 1 (21 de octubre)
| Individual - round robin | Elina Svitolina [6]   | Petra Kvitová [4]      | 6-3, 6-3 |
| Individual - round robin | Karolína Plíšková [7] | Caroline Wozniacki [2] | 6-2, 6-4 |

### Día 2 (22 de octubre)
| Individual - round robin | Sloane Stephens [5] | Naomi Osaka [3]      | 7-5, 4-6, 6-1 |
| Individual - round robin | Kiki Bertens [8]    | Angelique Kerber [1] | 1-6, 6-3, 6-4 |

### Día 3 (23 de octubre)
| Individual - round robin | Caroline Wozniacki [2] | Petra Kvitová [4]     | 7-5, 3-6, 6-2 |
| Individual - round robin | Elina Svitolina [6]    | Karolína Plíšková [7] | 6-3, 2-6, 6-3 |

### Día 4 (24 de octubre)
| Individual - round robin | Angelique Kerber [1] | Naomi Osaka [3]  | 6-4, 5-7, 6-4      |
| Individual - round robin | Sloane Stephens [5]  | Kiki Bertens [8] | 7-6(7-4), 2-6, 6-3 |

### Día 5 (25 de octubre)
| Dobles - Cuartos de final | Andrea Hlaváčková [3] Barbora Strýcová [3]    | Andreja Klepač [7] María José Martínez [7] | 6-1, 6-2      |
| Individual - round robin  | Karolína Plíšková [7]                         | Petra Kvitová [4]                          | 6-3, 6-4      |
| Individual - round robin  | Elina Svitolina [6]                           | Caroline Wozniacki [2]                     | 5-7, 7-5, 6-3 |
| Dobles - Cuartos de final | Barbora Krejčíková [1] Kateřina Siniaková [1] | Nicole Melichar [6] Květa Peschke [6]      | 6-1, 6,4      |

### Día 6 (26 de octubre)
| Dobles - Cuartos de final | Tímea Babos [2] Kristina Mladenovic [2] | Gabriela Dabrowski [4] Yifan Xu [4] | 6-0, 6-2  |
| Individual - round robin  | Kiki Bertens [8]                        | Naomi Osaka [3]                     | 6-3, ret. |
| Individual - round robin  | Sloane Stephens [5]                     | Angelique Kerber [1]                | 6-3, 6-3  |
| Dobles - Cuartos de final | Ashleigh Barty [8] Coco Vandeweghe [8]  | Elise Mertens [5] Demi Schuurs [5]  | 6-1, 6-4  |

### Día 7 (27 de octubre)
| Dobles Semifinales     | Barbora Krejčíková [1] Kateřina Siniaková [1] | Andrea Hlaváčková [3] Barbora Strýcová [3] | 6-3, 6-2              |
| Individual Semifinales | Elina Svitolina [6]                           | Kiki Bertens [8]                           | 7-5, 6-7(5-7), 6-4    |
| Individual Semifinales | Sloane Stephens [5]                           | Karolína Plíšková [7]                      | 0-6, 6-4, 6-1         |
| Dobles Semifinales     | Tímea Babos [2] Kristina Mladenovic [2]       | Ashleigh Barty [8] Coco Vandeweghe [8]     | 6-7(5-7), 6-3, [10-8] |

### Día 8 (28 de octubre)
| Dobles Final     | Tímea Babos [2] Kristina Mladenovic [2] | Barbora Krejčíková [1] Kateřina Siniaková [1] | 6-4, 7-5      |
| Individual Final | Elina Svitolina [6]                     | Sloane Stephens [5]                           | 3-6, 6-2, 6-2 |

## Finales

### Individuales
| Fecha    | Partido         | Partido | Partido         | Resultado     |
| -------- | --------------- | ------- | --------------- | ------------- |
| 28.10.18 | Sloane Stephens | 1-2     | Elina Svitolina | 6-3, 2-6, 2-6 |

### Dobles
| Fecha    | Partido                               | Partido | Partido                         | Resultado |
| -------- | ------------------------------------- | ------- | ------------------------------- | --------- |
| 28.10.18 | Barbora Krejčíková Kateřina Siniaková | 0-2     | Tímea Babos Kristina Mladenovic | 4-6, 5-7  |